# Roue Tourangelle
La Roue tourangelle és una cursa ciclista que es disputa anualment al departament de l'Indre i Loira (França). Fins al 2004 la cursa la disputaren ciclistes amateurs. Des del 2005 forma part de l'UCI Europe Tour.

## Palmarès
| Any                     | Vencedor             | Segon                      | Tercer             |         |
| ----------------------- | -------------------- | -------------------------- | ------------------ | ------- |
| ediciones amateur       |                      |                            |                    |         |
| 2002                    | Mariusz Wiesiak      | Serguei Lagutin            | Daniel Okruciński  |         |
| 2003                    | Serguei Lagutin      | Maurizio Biondo            | Yohann Gène        |         |
| ediciones profesionales |                      |                            |                    |         |
| 2004                    | Błażej Janiaczyk     | Arnaud Gérard              | Sébastien Minard   |         |
| 2005                    | Gilles Canouet       | Julien Belgy               | Tim Cassidy        |         |
| 2006                    | Serguei Kolésnikov   | Mikel Gaztañaga Etxeberria | Michael Reihs      |         |
| 2007                    | Iuri Trofímov        | David Tanner               | Дмитро Кривцов     |         |
| 2008                    | Vitali Kondrut       | Roman Chuchulin            | Jarosław Marycz    |         |
| 2009                    | Arnaud Molmy         | Médéric Clain              | Dmitri Samokhvalov |         |
| 2010                    | Yann Guyot           | Nicolas Baldo              | Dmitri Samokhvalov |         |
| 2011                    | David Veilleux       | Anthony Delaplace          | Sébastien Chavanel |         |
| 2012                    | Viatxeslav Kuznetsov | Rafaâ Chtioui              | Ígor Bóiev         |         |
| 2013                    | Mickaël Delage       | Benjamin Giraud            | Iauhèn Hutaròvitx  |         |
| 2014                    | Angélo Tulik         | Iauhèn Hutaròvitx          | Adrien Petit       |         |
| 2015                    | Lorrenzo Manzin      | Clément Venturini          | Jan Dieteren       |         |
| 2016                    | Samuel Dumoulin      | Olivier Pardini            | Julien Duval       |         |
| 2017                    | Flavien Dassonville  | Fabien Grellier            | Anthony Delaplace  |         |
| 2018                    | Marc Sarreau         | Samuel Dumoulin            | Hugo Hofstetter    |         |
| 2019                    | Lionel Taminiaux     | Robin Carpenter            | Marc Sarreau       |         |
| 2020                    | suspesa              | suspesa                    | suspesa            | suspesa |
| 2021                    | Arnaud Démare        | Nacer Bouhanni             | Marc Sarreau       |         |
| 2022                    | Nacer Bouhanni       | Bryan Coquard              | Sandy Dujardin     |         |
| 2023                    | Rory Townsend        | Gerben Thijssen            | Pierre Barbier     |         |
| 2024                    | Jason Tesson         | Gerben Thijssen            | Jenthe Biermans    |         |
| 2025                    |                      |                            |                    |         |